# Bruinkapheremietkolibrie
De bruinkapheremietkolibrie (Phaethornis augusti) is een vogel uit de familie Trochilidae (kolibries).

## Verspreiding en leefgebied
Deze soort komt voor in noordelijk Zuid-Amerika en telt drie ondersoorten:
- P. a. curiosus: Santa Marta (noordoostelijk Colombia).
- P. a. augusti: oostelijk Colombia en noordelijk Venezuela.
- P. a. incanescens: zuidelijk Venezuela en westelijk Guyana.